# HD 101930
Étoile
Étoile double
Source de proche infrarouge (d)
L'étoile HD 101930 (désignée, par rétronymie, HD 101930 Aa ou, simplement, HD 101930 A) est une naine (classe de luminosité V) orange (classe spectrale K2) située à une distance de 30,05 ± 0,04 pc (∼98 al) du Soleil, dans la constellation australe du Centaure.
De magnitude apparente 8,21 dans le spectre visible, l'étoile n'est pas observable à l'œil nu depuis la Terre.
D'une masse de 0,74 ± 0,05 masse solaire, l'étoile est l'objet primaire d'un système planétaire dont l'unique objet secondaire connu à ce jour (mai 2015) est la planète HD 101930 Ab (ou, simplement, HD 101930 b,,). Celle-ci a été détectée grâce à HARPS, le spectrographe-échelle équipant le télescope de 3,6 mètres de l'Observatoire européen austral à La Silla au Chili. Sa découverte par la méthode des vitesses radiales, a été annoncée le 8 février 2005 à Aspen. Son existence et sa nature planétaire ont été confirmées. Il s'agirait d'une planète géante gazeuse d'une masse de 0,3 masse jovienne, comparable à celle de Saturne. 
L'étoile HD 101930 (Aa) a un compagnon stellaire, HD 101930 B (également désignée TYC 8638-366-1), avec lequel elle forme l'étoile binaire HD 101930 AB. Celle-ci est aussi désignée MUG 9 car la binarité de HD 101930 (Aa) et HD 101930 B a été découverte par Markus Mugrauer et al. en 2007.

#### ÉtoileHD 101930 A
- (en) HD 101930 sur la base de données NASA Exoplanet Archive du NASA Exoplanet Science Institute
- (en) HD 101930 sur la base de données Simbad du Centre de données astronomiques de Strasbourg.

#### PlanèteHD 101930 Ab
- (en) HD 101930 b sur L'Encyclopédie des planètes extrasolaires de l'Observatoire de Paris.
- (en) HD 101930 b sur la base de données NASA Exoplanet Archive du NASA Exoplanet Science Institute
- (en) HD 101930b sur la base de données Simbad du Centre de données astronomiques de Strasbourg.

#### ÉtoileHD 101930 B
- (en) TYC 8638-366-1 sur la base de données Simbad du Centre de données astronomiques de Strasbourg.